# Marianne Wünscher
Marianne Wünscher, verheiratete Wünscher-Pietsch, (* 30. Dezember 1930 in Berlin; † 9. August 1990 ebenda) war eine deutsche Schauspielerin.

## Leben
Die Tochter eines Geigenbauers und einer Wäscherin erhielt nach der Grund- und Oberschule von 1949 bis 1951 Schauspielunterricht an der Schauspielschule „Der Kreis“ (Fritz-Kirchhoff-Schule) in Berlin. Beim Berliner Rundfunk arbeitete sie als Nachrichten- und Hörspielsprecherin, um ihre Ausbildung zu finanzieren. Ihre Abschlussprüfung legte sie 1951 bei Marie-Borchardt ab. Am 4. Februar 1951 absolvierte sie die Bühnenreifeprüfung.

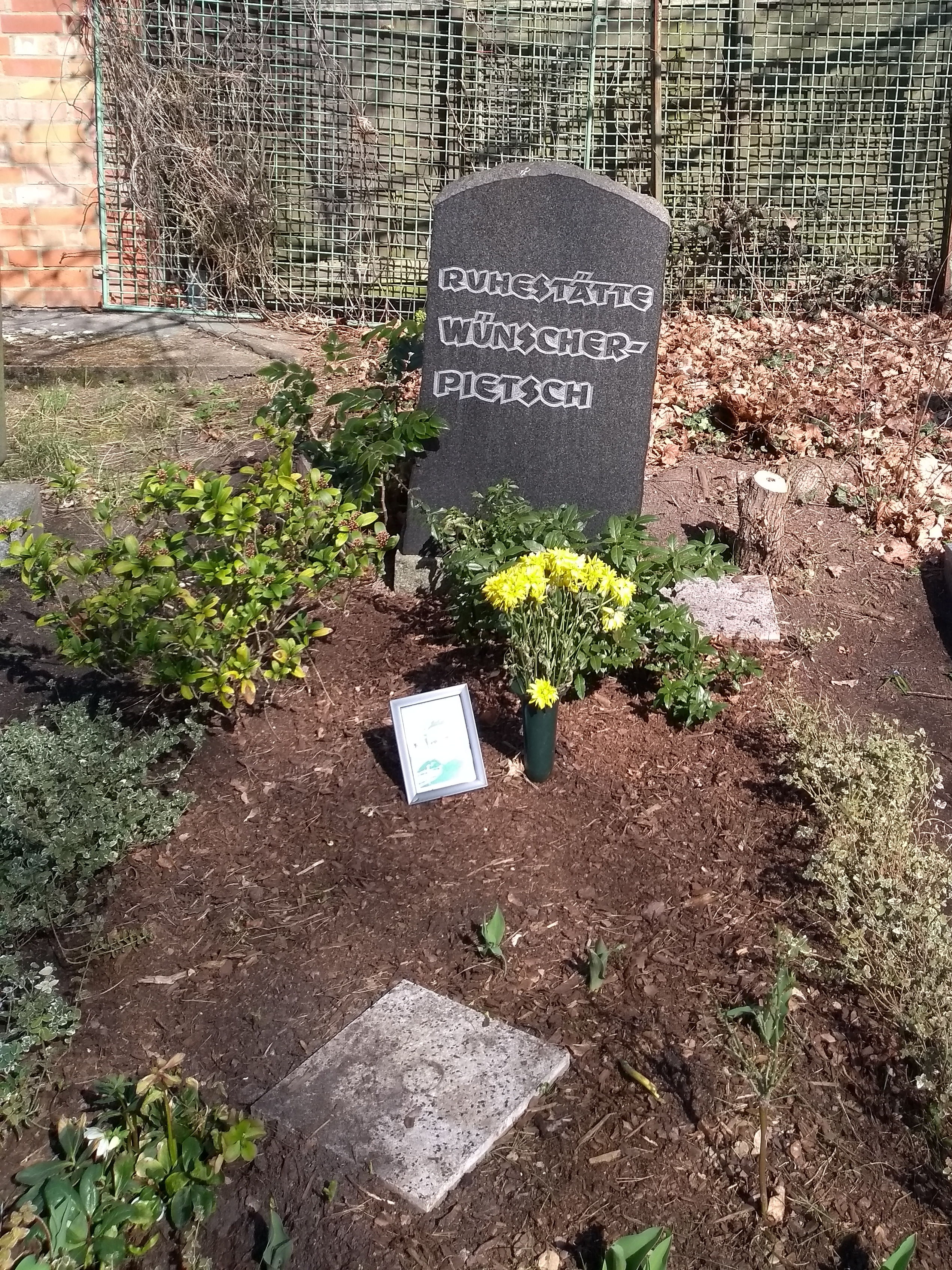
Grabstätte auf dem Friedhof Pankow III

Wünscher stand am 7. Mai 1951 als Monika in Baller kontra Baller von Karl Veken am Deutschen Theater in Berlin das erste Mal auf einer Theaterbühne. Nach einem Engagement 1952 am Theater am Schiffbauerdamm wechselte sie 1953 zum Deutschen Theater. Von 1954 bis 1990 war sie festes Ensemblemitglied an der Berliner Volksbühne.
Nach ihrem Filmdebüt 1954 in Kein Hüsung spielte sie vor allem in den 1960er-und-1970er-Jahren zahlreiche Nebenrollen in DEFA-Produktionen. In späteren Jahren machte sie sich in Theater- und Fernsehschauspielen als Charakterdarstellerin einen Namen und verkörperte oftmals Mütter und Großmütter aus dem einfachen Volk. Sie wirkte als Schauspielerin vor der Kamera von 1954 bis 1990 in über 140 Film-und-Fernsehproduktionen mit. Im Jahr 1980 gab sie ein Gastspiel an der Komischen Oper. Sie spielte rund 125 Rollen, unter anderem am Theater in Die Heirat von Nikolai Gogol oder in Was ihr wollt von William Shakespeare.
Marianne Wünscher war von 1949 bis 1953 in erster Ehe mit dem 15 Jahre älteren Regisseur Gottfried Herrmann verheiratet. Aus dieser Ehe stammt ihr erster Sohn Thomas. Im Jahr 1963 heiratete sie den Komponisten Wolfgang Pietsch und hatte mit ihm einen zweiten Sohn. 1971 trat sie in die Liberal-Demokratische Partei Deutschlands (LDPD) ein und hatte von 1977 bis 1981 ein Mandat als Berliner Stadtverordnete. In der 8. Wahlperiode (1981–1986) war sie Nachfolgekandidatin für die Volkskammer der DDR.
Marianne Wünscher starb am 9. August 1990 im Alter von 59 Jahren an einer Krebserkrankung. Ihre letzte Ruhestätte fand sie auf dem Friedhof Pankow III in Berlin-Niederschönhausen.

## Fotografische Darstellung Marianne Wünschers
- Barbara Morgenstern: Wolfgang Pietsch und Marianne Wünscher[9]

## Filmografie
- 1954: Kein Hüsung
- 1955: Ein Polterabend
- 1955: Das Stacheltier: Es geht um die Wurst (Kurzfilm)
- 1956: Thomas Müntzer
- 1956: Die Millionen der Yvette
- 1957: Wo du hingehst
- 1957: Gejagt bis zum Morgen
- 1958: Emilia Galotti
- 1958: Nur eine Frau
- 1958: Der Prozeß wird vertagt
- 1958: Klotz am Bein
- 1958: Blaues Blut und zarte Pelle
- 1959: Ware für Katalonien
- 1959: Senta auf Abwegen
- 1959: Verwirrung der Liebe
- 1959: Kabale und Liebe
- 1960: Was wäre, wenn …?
- 1960: Seilergasse 8
- 1960: Die schöne Lurette
- 1961: Der Mann mit dem Objektiv
- 1962: Josef und alle seine Brüder (Fernsehfilm)
- 1962: Tanz am Sonnabend – Mord?
- 1962: Die schwarze Galeere
- 1962/1990: Monolog für einen Taxifahrer (Fernsehfilm)
- 1962: Ach, du fröhliche …
- 1963: An französischen Kaminen
- 1963: Der Tanzlehrling
- 1964: Geliebte weiße Maus
- 1964: Mir nach, Canaillen!
- 1965: König Drosselbart
- 1965: Tiefe Furchen
- 1965: Berlin um die Ecke
- 1967: Geschichten jener Nacht (Episode 4)
- 1967: Ein Lord am Alexanderplatz
- 1967: Turlis Abenteuer
- 1967: Heißer Sommer
- 1968–1970: Ich – Axel Cäsar Springer
- 1969: Nebelnacht
- 1969: Jungfer, Sie gefällt mir
- 1969: Dr. med. Sommer II
- 1970: Weil ich dich liebe …
- 1970: Effi Briest (Fernsehfilm)
- 1970: Der rote Reiter
- 1970: Fisch zu viert (Fernsehfilm)
- 1970: Aus unserer Zeit (Episode 4)
- 1971: Der Mann, der nach der Oma kam
- 1972: Der kleine Kommandeur
- 1973: Eva und Adam (TV-Vierteiler)
- 1973–1975: Das Mädchen Krümel (TV-Serie)
- 1974: Aber Vati! (TV-Dreiteiler)
- 1974: Wie füttert man einen Esel
- 1974: Der Staatsanwalt hat das Wort: Schwester Martina (TV-Reihe)
- 1975: Im Schlaraffenland
- 1975: Der Staatsanwalt hat das Wort: 2,5 Karat (TV-Reihe)
- 1975: Soviel Lieder, soviel Worte
- 1976: Konzert für Bratpfanne und Orchester
- 1976: Liebesfallen
- 1976: Ottokar der Weltverbesserer
- 1976: Jede Woche Hochzeitstag (Fernsehfilm)
- 1977: Die Flucht
- 1977: Polizeiruf 110: Alibi für eine Nacht (TV-Reihe)
- 1977: DEFA Disko 77
- 1977: Cyankali (TV-Studioaufzeichnung)
- 1978: Anton der Zauberer
- 1978: Polizeiruf 110: Bonnys Blues (TV-Reihe)
- 1978: Die lange Straße (TV-Fünfteiler)
- 1978: Rentner haben niemals Zeit (Fernsehserie, Episode 17: Der Hexenschuss)
- 1979: Für Mord kein Beweis
- 1979: Einfach Blumen aufs Dach
- 1980: Ein recht seriöser Herr
- 1981: Verflucht und geliebt (TV-Fünfteiler)
- 1981: Casanova auf Schloss Dux (Fernsehspiel)
- 1982: Familie Rechlin (TV-Zweiteiler)
- 1982: Polizeiruf 110: Der Unfall (TV-Reihe)
- 1982: Der Staatsanwalt hat das Wort: Hoffnung für Anna (TV-Reihe)
- 1983: Zille und ick
- 1983: Alfons Köhler (Fernsehfilm)
- 1983: Schlucker oder Fahren wir eben mal nach Görlitz
- 1983: Verzeihung, sehen Sie Fußball?
- 1984: Ach du meine Liebe (Fernsehfilm)
- 1984: Der Staatsanwalt hat das Wort: Ich geh’ zur Oma (TV-Reihe)
- 1985: Männerwirtschaft
- 1986: Die Weihnachtsklempner
- 1986: Pelle der Eroberer
- 1986: Jan Oppen
- 1986: Balancen
- 1986: Das Buschgespenst (TV-Zweiteiler)
- 1986: Polizeiruf 110: Das habe ich nicht gewollt (TV-Reihe)
- 1987: Wie die Alten sungen…
- 1987: Polizeiruf 110: Im Kreis (TV-Reihe)
- 1989: Tierparkgeschichten (TV-Miniserie)
- 1990: Pause für Wanzka (Fernsehfilm)
- 1990: Drei reizende Schwestern: Das blaue Krokodil
- 1990: Albert Einstein (Fernseh-Zweiteiler)

## Theater
- 1953: Nikolai Gogol: Die Heirat (Agafja) – Regie: Franz Kutschera (Theater am Schiffbauerdamm)
- 1954: William Shakespeare: Der Widerspenstigen Zähmung – Regie: Franz Kutschera (Volksbühne Berlin)
- 1955: Carlo Goldoni: Der Diener zweier Herren (Rosaura) – Regie: Otto Tausig (Volksbühne Berlin)
- 1956: Gerhart Hauptmann: Die Ratten (Engelmacherin Kielbacke) – Regie: Walther Suessenguth (Volksbühne Berlin)
- 1956: Jean-Paul Sartre: Nekrassow – Regie: Fritz Wisten (Volksbühne Berlin)
- 1957: Franz und Paul von Schönthan: Der Raub der Sabinerinnen (Professorenfrau) – Regie: Rochus Gliese (Volksbühne Berlin)
- 1957: Lew Tolstoi: Die Macht der Finsternis – Regie: Fritz Wisten (Volksbühne Berlin)
- 1957; Gerhart Hauptmann: Die Weber – Regie: Ernst Kahler (Volksbühne Berlin)
- 1958: Johann Nestroy: Der Talisman – Regie: Franz Kutschera (Volksbühne Berlin)
- 1959: Wladimir Majakowski: Das Schwitzbad – Regie: Nikolai Petrow (Volksbühne Berlin)
- 1959: Seán O’Casey: Abschied 4 Uhr Früh – Regie: Hagen Mueller-Stahl (Volksbühne Berlin – Theater im 3. Stock)
- 1960: Carl Sternheim: Der Kandidat – Regie: Fritz Wisten (Volksbühne Berlin)
- 1960: Lajos Mesterházi: Menschen von Budapest – Regie: Fritz Wisten (Volksbühne Berlin)
- 1961: Erich Engel nach Robert Adolf Stemmle: Affäre Blum (Lucie) – Regie: Hagen Mueller-Stahl (Volksbühne Berlin)
- 1961: William Shakespeare: Was ihr wollt – Regie: Gerd Keil (Volksbühne Berlin)
- 1961: Euripides: Die Troerinnen – Regie: Fritz Wisten (Volksbühne Berlin)
- 1961: Hedda Zinner: Ravensbrücker Ballade (Emmi) – Regie: Fritz Wisten (Volksbühne Berlin)
- 1964: William Shakespeare: Romeo und Julia (Amme) – Regie: Fritz Bornemann (Volksbühne Berlin)
- 1964: Carlo Goldoni: Mirandolina (Mirandolina) – Regie: Ottofritz Gaillard (Volksbühne Berlin)
- 1965: Peter Hacks: Moritz Tassow (Dreißigacker) – Regie: Benno Besson (Volksbühne Berlin)
- 1965: Jan Skopeček nach Sir Arthur Conan Doyle: Der Hund von Baskerville – Regie: Rudolf Vedral (Volksbühne Berlin)
- 1967: George Bernard Shaw: Cäsar und Cleopatra – Regie: Ottofritz Gaillard (Volksbühne Berlin)
- 1967: William Shakespeare: Die lustigen Weiber von Windsor (Frau Fluth) – Regie: Harald Engelmann/Hans-Joachim Martens/Volkmar Neumann (Volksbühne Berlin)
- 1968: Boris Djacenko: Doch unterm Rock der Teufel (Bäuerin Ewa) – Regie: Fritz Bornemann (Volksbühne Berlin)
- 1969: William Shakespeare: Troilus und Cressida – Regie: Hannes Fischer (Volksbühne Berlin)
- 1969: Heiner Müller nach Gerhard Winterlich: Horizonte – Regie: Benno Besson (Volksbühne Berlin)
- 1970: Bertolt Brecht: Der gute Mensch von Sezuan (Hausbesitzerin) – Regie: Benno Besson (Volksbühne Berlin)
- 1971: Günther Cwojdrak: Pfeile des Eros – Regie: Fritz Decho (Volksbühne Berlin – Theater im 3. Stock)
- 1971: Carlo Gozzi: König Hirsch – Regie: Benno Besson/Brigitte Soubeyran (Volksbühne Berlin)
- 1972: Peter Hacks: Die schöne Helena – Regie: Benno Beson (Volksbühne Berlin)
- 1973: Emil Rosenow: Kater Lampe – Regie: Helmut Straßburger (Volksbühne Berlin – Vorbühne)
- 1974: Regina Weicker: Die Ausgezeichneten – Regie: Ernstgeorg Hering (Volksbühne Berlin – Sternfoyer)
- 1976: Paul Gratzik: Handbetrieb – Regie: Helmut Straßburger/Ernstgeorg Hering (Volksbühne Berlin – Sternfoyer)
- 1976: Georg Hirschfeld: Pauline – Regie: Alexander Lang (Deutsches Theater Berlin)
- 1980: Gerhart Hauptmann: Der Biberpelz – Regie: Helmut Straßburger/Ernstgeorg Hering (Volksbühne Berlin)
- 1982: Friedrich Wolf: Koritke – Regie: Helmut Straßburger/Ernstgeorg Hering (Volksbühne Berlin – Theater im 3. Stock)
- 1985: Gerhart Hauptmann: Die Ratten – Regie: Helmut Straßburger/Ernstgeorg Hering (Volksbühne Berlin)
- 1985: Peter Ensikat/Bernd Wefelmeyer: Was soll das ganze Theater? (Volksbühne Berlin – Sternfoyer)
- 1987: Gerhart Hauptmann: Der rote Hahn – Regie: Helmut Straßburger/Ernstgeorg Hering (Volksbühne Berlin)
- 1989: Heiner Müller nach William Shakespeare: Hamlet – Regie: Siegfried Höchst (Volksbühne Berlin)

## Hörspiele
- 1952: Nikolai Gogol: Die Heirat – Regie: Gottfried Herrmann (Rundfunk der DDR)
- 1955: Anna Seghers: Das siebte Kreuz – Regie: Hedda Zinner (Rundfunk der DDR)
- 1960: Rosel Willers: Gelegenheit macht Liebe (Hanni Heinz) – Regie: Werner Wieland (Hörspiel – Rundfunk der DDR)
- 1960: Rolf Schneider: Affären – Regie: Werner Stewe (Hörspiel – Rundfunk der DDR)
- 1960: Anton Tschechow: Ein Heiratsantrag (Natalja Stepanowa, Tochter des Gutsbesitzers) – Regie: Peter Brang (Rundfunk der DDR)
- 1964: Józef Hen/Jadwiga Plonska: Skandal in Gody (Helena Wiktus) – Regie: Edgar Kaufmann (Hörspiel – Rundfunk der DDR)
- 1968: Willi Bredel: Verwandte und Bekannte (8 Folgen) – Regie: Fritz-Ernst Fechner (Rundfunk der DDR)
- 1968: Ulrich Waldner: Der vergessene Hochzeitstag (Mutter Neumann) – Regie: Joachim Gürtner (Hörspielreihe: Neumann, zweimal klingeln – Rundfunk der DDR)
- 1968: Joachim Witte: Der Aufräumungseinsatz (Mutter Neumann) – Regie: Joachim Gürtner (Hörspielreihe: Neumann, zweimal klingeln – Rundfunk der DDR)
- 1968: Werner Jahn: Mit Musik geht alles besser (Mutter Neumann) – Regie: Joachim Gürtner (Hörspielreihe: Neumann, zweimal klingeln – Rundfunk der DDR)
- 1968: Peter Brock: Der verwettete Hund  (Mutter Neumann) – Regie: Joachim Gürtner (Hörspielreihe: Neumann, zweimal klingeln – Rundfunk der DDR)
- 1968: Gerhard Jäckel: Oma und die Untermieter  (Mutter Neumann) – Regie: Joachim Gürtner (Hörspielreihe: Neumann, zweimal klingeln – Rundfunk der DDR)
- 1969: Claude Prin: Potemkin 68 (Kundin) – Regie: Edgar Kaufmann (Hörspiel – Rundfunk der DDR)
- 1969: Armin Müller: Gesichter (Objektleiterin) – Regie: Wolfgang Brunecker (Hörspiel – Rundfunk der DDR)
- 1969: Franz Freitag: Der Egoist (Sabine Ziegler) – Regie: Gert Andreae (Hörspiel – Rundfunk der DDR)
- 1970: Wolfgang Kohlhaase: Ein Trompeter kommt (Helene) – Regie: Fritz-Ernst Fechner (Rundfunk der DDR)
- 1970: Rolf Schneider: Platanenstraße 10 (Helga) – Regie: Werner Grunow (Rundfunk der DDR)
- 1970: Boris Jewsejew: Und auch der Dritte ist nicht überflüssig (Frau Galkin) – Regie: Peter Groeger (Komödie – Rundfunk der DDR)
- 1971: Heinrich Mann: Die Vollendung des Königs Henri Quatre – Regie: Fritz Göhler (Rundfunk der DDR)
- 1972: Heinrich von Kleist: Amphitryon (Charis) – Regie: Werner Grunow (Rundfunk der DDR)
- 1974: Helga Schütz: Le Rossignol heißt Nachtigall (Frau Schulz) – Regie: Werner Grunow (Rundfunk der DDR)
- 1974: Volksbuch: Die Schildbürger (Schultheißin, Bürgerin in Schilda) – Regie: Andreas Scheinert (Kinderhörspiel – Litera)
- 1976: Hans Skirecki: Hinter Wittenberge (Clara) – Regie: Barbara Plensat (Hörspiel – Rundfunk der DDR)
- 1979: Brüder Grimm: König Drosselbart (Geflügelfrau) – Regie: Heiner Möbius (Kinderhörspiel – Litera)
- 1980: Brigitte Hähnel: Freitagnacht (Mutter) – Regie: Fritz-Ernst Fechner (Hörspiel – Rundfunk der DDR)
- 1981: Brigitte Hähnel: Die Einladung (Tochter) – Regie: Barbara Plensat (Rundfunk der DDR)
- 1982: Johann Wolfgang von Goethe: Die neue Melusine (Wirtin) – Regie: Petra Wellner (Kinderhörspiel – Rundfunk der DDR)
- 1982: Peter Hacks: Das Turmverlies – Geschichten von Henriette und Onkel Titus (Jakoba) – Regie: Fritz Göhler (Kinderhörspiel – Litera)
- 1983: Linda Teßmer: 21:00 Uhr Erlenpark (Frau Saad) – Regie: Fritz-Ernst Fechner (Kriminalhörspiel/Kurzhörspiel – Rundfunk der DDR)
- 1985: Wilhelm Jacoby/Carl Laufs: Pension Schöller (U. Sprosser) – Regie: Norbert Speer (Hörspiel – Rundfunk der DDR)

## Synchronrollen
- 1958: Lea Padovani als Rosalie in Montparnasse 19
- 1972: Míla Myslíková als Mutter Blahova in Das Mädchen auf dem Besenstiel
- 1980: Irene Kownas als Mutter Anskath in Die Schmuggler von Rajgrod

## Auszeichnungen
- 1971: Kunstpreis der DDR
- 1974: DDR-Fernsehkünstler des Jahres
- 1975: DDR-Fernsehkünstler des Jahres
- 1977: Nationalpreis der DDR II. Klasse
- 1983: Vaterländischer Verdienstorden in Bronze